# Киљдински мореуз
69° 18′ 20″ N 34° 09′ 40″ E / 69.30556° С; 34.16111° И
Киљдински мореуз или пролаз (рус. Кильди́нский проли́в) уски је мореуз у руском делу акваторије Баренцовог мора који раздваја острво Киљдин од Мурманске обале Кољског полуострва. Подручје административно припада Кољском рејону Мурманске области. Мореуз је дугачак око 19 километара, и широк од 700 метара до 4 километра. Максимална дубина је до 142 метра, док је најмања дубина на фарватеру око 29 метара. Обале око мореуза су доста стрме и камените.
Мореуз је детаљно описан у атласу Јохана ван Келена из 1682, а такође и у још једном холандском атласу из 1790. године. Подручје је такође детаљно истражила експедиција коју је 1882. водио Фјодор Литке.
Данас је Киљдински мореуз значајно подручје за лов на бакаларе.